# Westlicher Fettschwanzmaki
Der Westliche Fettschwanzmaki (Cheirogaleus medius), auch Mittlerer Katzenmaki genannt, ist eine Primatenart aus der Gruppe der Lemuren.

## Merkmale
Westliche Fettschwanzmakis erreichen eine Kopfrumpflänge von 20 bis 23 Zentimetern und eine Schwanzlänge von 20 bis 27 Zentimetern. Ihr Körpergewicht ist starken saisonalen Schwankungen ausgesetzt und kann zwischen 120 und 270 Gramm variieren. Ihr Fell ist kurz und dicht, am Kopf, am Rücken und am Schwanz ist es grau gefärbt, die Unterseite ist gelblich-weiß. Entlang des Rückens erstreckt sich ein brauner Aalstrich, die Kehle und der Nacken sind weißlich. Der Kopf ist rundlich, die Schnauze ist kurz, die Ohren sind klein und unbehaart. Wie bei allen Fettschwanzmakis sind die Augen von dunklen Ringen umgeben.

## Verbreitung und Lebensraum

Verbreitungsgebiet des Westlichen Fettschwanzmakis (rot)

Westliche Fettschwanzmakis kommen wie alle Lemuren nur auf der Insel Madagaskar vor, wo sie die westlichen und südwestlichen Landesteile bewohnen. Die genauen Ausmaße ihres Verbreitungsgebietes sind unklar, da mit dem Südlichen Fettschwanzmaki kürzlich eine weitere Art im westlichen Madagaskar beschrieben wurde. Ihr Lebensraum sind vorwiegend Trockenwälder, im äußersten Südosten ihres Verbreitungsgebietes sind sie aber auch in feuchten Wäldern zu finden.

## Lebensweise und Ernährung
Diese Primaten sind nachtaktive Baumbewohner, die tagsüber in Baumhöhlen schlafen. In der Nacht gehen sie auf Nahrungssuche, wobei sie sich scheu und ziemlich leise auf allen vieren vorwärtsbewegen. Sie leben in stabilen monogamen Paaren, die nur durch den Tod eines der Partner gelöst werden, und bilden gemeinsam mit den Jungtieren kleine Familiengruppen. Eine Gruppe bewohnt ein Revier von 1 bis 2,5 Hektar Größe und schläft auch gemeinsam tagsüber.
Charakteristisch für diese Art ist wie bei allen Fettschwanzmakis ein winterschlafähnlicher Zustand während der Trockenmonate. In der Zeit von November bis März legen sie an Gewicht zu, wobei vorrangig der Schwanz als Fettspeicher dient. In der Trockenzeit (April bis Oktober) fallen sie in einen Winterschlaf, wobei sie sich oft in hohle Baumstämme, unter verrottenden Baumstämmen oder andere Unterschlupfe zurückziehen. Während dieser Zeit leben sie von den Reserven in ihrem Schwanz, ihr Gewicht kann sich dabei nahezu um die Hälfte verringern. Auch die Körpertemperatur wird während dieser Zeit nicht auf einem stabilen Niveau gehalten, sondern passt sich der Außentemperatur an und kann Schwankungen von teilweise 10 bis 40 °C durchmachen. Schwanken die Außentemperaturen stark, sodass die Tiere regelmäßig passiv über 35 °C aufgeheizt werden, dann erfolgt nicht das für Winterschläfer typische Aufwachen im Abstand von rund 2 Wochen, sondern die Fettschwanzmakis können durchschlafen. Dies ist einzigartig und bislang nur für den westlichen Fettschwanzmakis beschrieben worden.
Die Nahrung der Westlichen Fettschwanzmakis besteht in erster Linie aus Früchten, daneben nehmen sie auch Blüten, Nektar, Insekten und kleine Wirbeltiere zu sich. Die Ernährung ist zum Teil saisonabhängig. In den ersten Monaten der Regenzeit überwiegen Früchte und Nektar, in den späten Monaten stehen verstärkt Insekten und Wirbeltiere auf ihrem Speiseplan.

## Fortpflanzung
Die Paarung erfolgt zu Beginn der Regenzeit im Oktober oder November, teilweise nur alle zwei Jahre. Trotz der monogamen Lebensweise stammen 44 % des Nachwuchses von anderen Männchen. Vermutlich wird durch dieses „Fremdgehen“ die genetische Vielfalt des Immunkomplexes (MHC=Haupthistokompatibilitätskomplex) erhöht. Eine Kinderschar von verschiedenen Vätern erhöht die Überlebenswahrscheinlichkeit des jeweiligen Nachwuchses und birgt Vorteile für die fremd gehenden Männchen und Weibchen. Trotzdem werden Männchen und Weibchen beide gebraucht, um gemeinsam die Jungen groß zu ziehen. Stirbt ein Paarpartner, bevor der Nachwuchs eigenständig genug ist, dann ist der Übriggebliebene nicht in der Lage, die Jungtiere alleine groß zu ziehen. Aus diesem Grunde also eine soziale Monogamie und keine genetische Monogamie.
Die Tragzeit beträgt 60 bis 65 Tage, danach werden in den Monaten Dezember und Januar zwei bis drei Jungtiere zu Welt gebracht. Diese verbringen ihre ersten Lebenswochen in einer Baumhöhle und werden stets von einem Elternteil bewacht – es gibt auch eine Beobachtung, wonach die Eltern eine näherkommende Schlange angegriffen haben. Mit rund 45 Tagen werden die Jungtiere entwöhnt und mit zwei Jahren geschlechtsreif. Die Lebenserwartung in menschlicher Obhut kann knapp 20 Jahre betragen.

## Gefährdung
Regional stellt die Zerstörung ihres Lebensraums eine Bedrohung dar, insgesamt sind die Westlichen Fettschwanzmakis aber weit verbreitet und zählen laut IUCN nicht zu den gefährdeten Arten.
In Europa wird die Art in Frankfurt, Saarbrücken, Pilsen und Sandwich gepflegt.

## Systematik und Benennung
Der Westliche Fettschwanzmaki gehört zur Gattung der Fettschwanzmakis, die früher in zwei, heute aber in sieben Arten aufgeteilt wird. Im Gegensatz zum Großen Fettschwanz- oder Katzenmaki (Cheirogaleis major) wurde die Art als Mittlerer Katzenmaki oder einfach Fettschwanzmaki bezeichnet, durch die Beschreibung der neuen Arten wird sie heute genauer als Westlicher Fettschwanzmaki bezeichnet. Der Südliche Fettschwanzmaki (Cheirogaleus adipicaudatus) wurde 2014, bei einer Revision der Fettschwanzmakis, mit Cheirogaleis major synonymisiert.